# Virginia Baynes
Virginia Baynes – amerykański szpieg, pracownica CIA.
Wirginia Jean Baynes była pracownicą CIA, skazaną za szpiegostwo w 1992 roku.
W 1987 została zatrudniona w CIA jako sekretarz i skierowana na placówkę w ambasadzie USA w Manili na Filipinach. Po pracy uczęszczała na zajęcia karate prowadzone dla pracowników ambasady przez instruktora sztuk walki Josepha Browna, dla którego w 1990 wykradła co najmniej kilka tajnych dokumentów. Fakt ten ujawniło prowadzone w 1991 wewnętrzne dochodzenie CIA. Baynes przyznała się do szpiegostwa w sądzie federalnym i w dniu 22 maja 1992 otrzymała karę 41 miesięcy więzienia. Brown został skazany na pięć lat więzienia w zawieszeniu na trzy lata.